# Ariaos
Ariaos was een Perzisch legeraanvoerder.
Hij was onder Cyrus een onderbevelhebber die de linkervleugel aanvoerde (Xenophon, Anabasis I 8.). Als bevelhebber van de ruiterij ontvluchtte hij met zijn manschappen het slagveld en kon zo zijn leven redden (Xenophon, Anabasis I 9-10.).

Hij stuurde bericht naar de overlevenden dat hij één dag op hen zou wachten, maar daarna zou moeten vertrekken (Xenophon, Anabasis II 1.). De Griekse huurlingen stelden voor dat ze hem op de troon zouden plaatsen, daar zij immers de overwinning behaald hadden ondanks het verlies van hun kroonpretendent. Dit bericht brachten de Laconiër Cheirisophos van Sparta en de Thessaliër Menon van Pharsalos, die gastvrienden waren van Ariaos, over aan hem, maar hij wees het aanbod echter af (Xenophon, Anabasis II 2-3.). De Griekse huurlingen zochten hem ondanks diens afwijzingen op en verenigden zich met diens troepen.

Ariaos zou echter een verdrag sluiten met Tissaphernes om voedsel voor zijn mannen te bekomen, wat door de Grieken als verraad werd aangezien (Xenophon, Anabasis II 4-5.). In de strijd die Agesilaüs II naar Perzië bracht, zou hij ook weer een rol gespeeld hebben (Hellenica Oxyrhynchia XIII.) Hij zou als generaal van Tithraustes nog eens 700 talenten ontvangen hebben.